# När jorden rämnar
När jorden rämnar (Disturbed earth) är en bok av Reggie Nadelson från 2006. En svensk översättning av Ylva Stålmarck har utgivits av Prisma bokförlag.

## Handling
Berättelsen utspelar sig efter attacken mot World Trade Center. Artie Cohen jagar en seriemördare i New York.